# Журевичі
Журевичі (біл. вёска Журэвічы) — село в складі Молодечненського району Мінської області, Білорусь. Село підпорядковане Городилівській сільській раді, розташоване в західній частині області.